# Католицизм в Гренаде

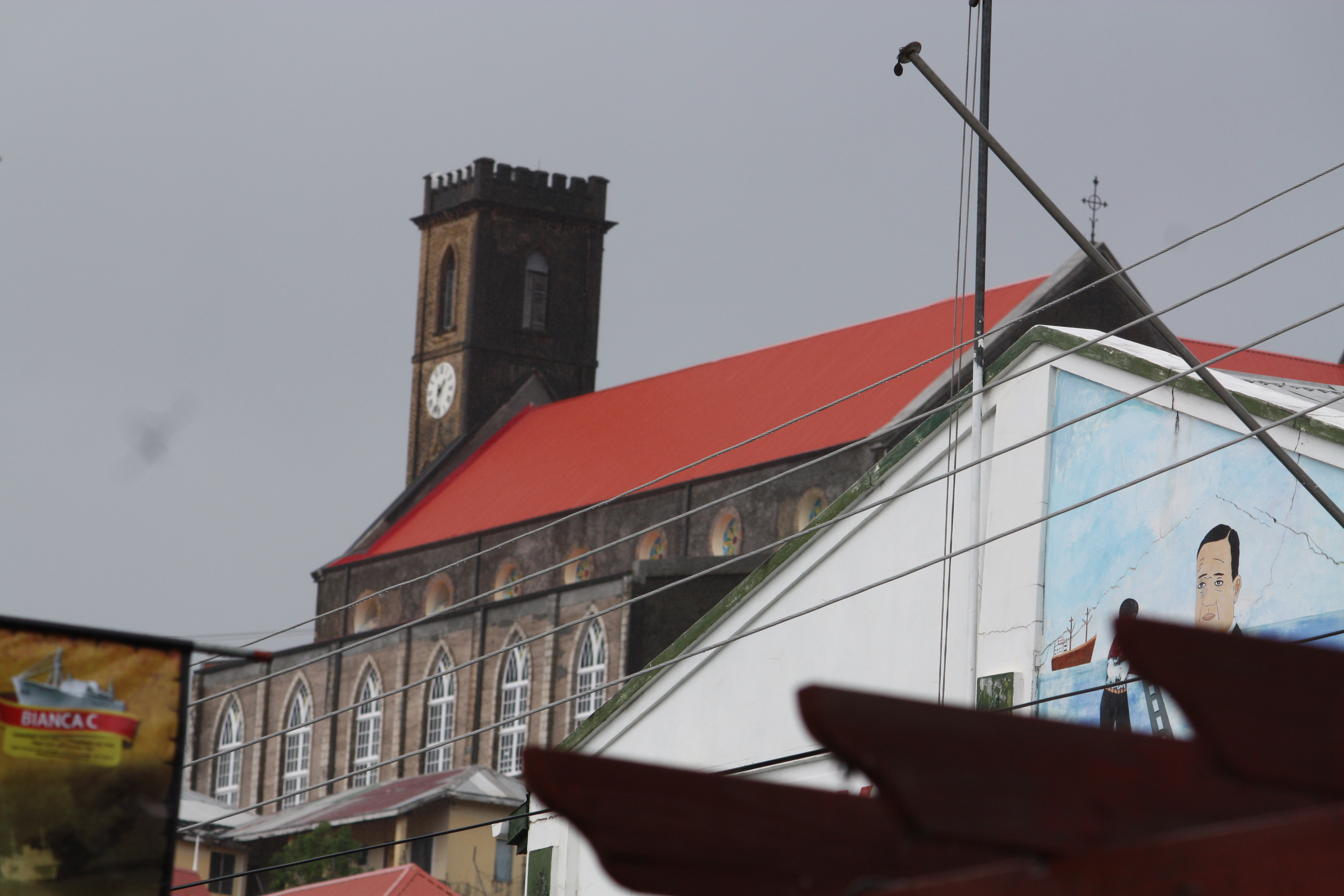
Собор Непорочного Зачатия Пресвятой Девы Марии, Сент-Джорджес, Гренада

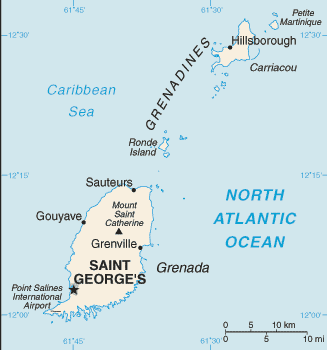
Карта Гренады

Католицизм в Гренаде — Римско-католическая церковь в Гренаде является частью всемирной Католической церкви.
Численность католиков в Гренаде составляет около 53 тысяч человек (около 50 % от общей численности населения).

## История
В настоящее время на территорию Гренады распространяет свою юрисдикцию епархия Сент-Джорджеса с центром в городе Сент-Джорджес, в котором находится кафедральный собор Непорочного Зачатия Пресвятой Девы Марии.

## Структура
В Гренаде действуют 20 приходов. Епархия Сент-Джорджеса входит в Конференцию католических епископов Антильских островов.

## Нунции
17 февраля 1979 года Римский папа Иоанн Павел II издал бреве «Cum publicae necessitudinis», которым учредил апостольскую нунциатуру в Гренаде.
- Мануэл Монтейру де Каштру (25.04.1987 — 21.08.1990) — назначен апостольским нунцием в Эль-Сальвадоре;
- Eugenio Sbarbaro (7.08.1991 — 26.04.2000) — назначен апостольским нунцием в Сербии и Черногории;
- Emil Paul Tscherrig (20.01.2001 — 22.05.2004) — назначен апостольским нунцием в Корее;
- Thomas Edward Gullickson (20.12.2004 — 21.05.2011) — назначен апостольским нунцием на Украине;
- Nicola Girasoli (29.10.2011 — по настоящее время).